# Llei de conservació de la massa

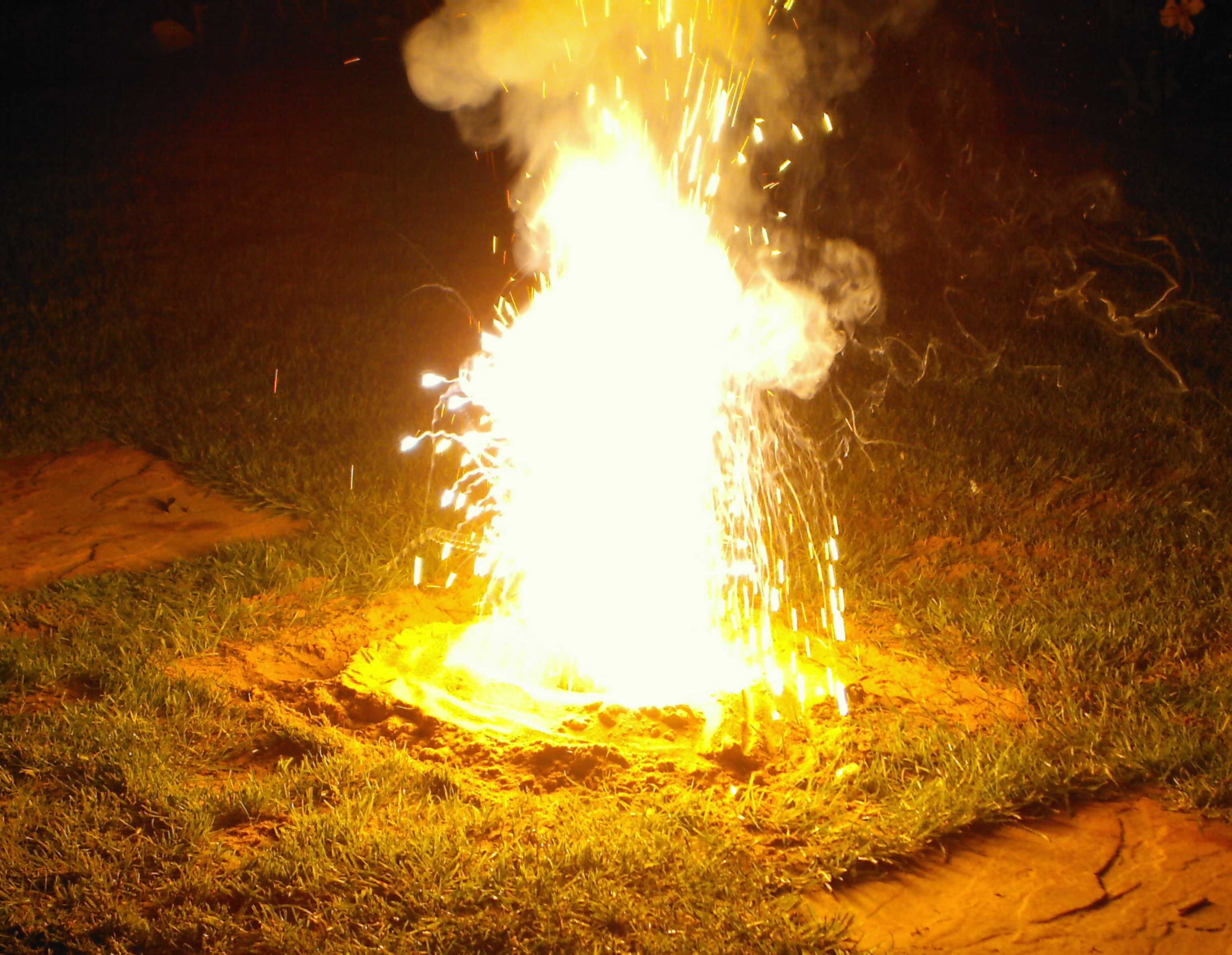
La reacció de la termita:Fe2O3 + Al -> Al2O3 + Fe

La llei de conservació de la massa és una de les lleis ponderals de la química segons la qual la massa dels productes d'una reacció química és igual a la massa dels reactius de la reacció. És una de les lleis físiques conegudes de més antic i considerada un dels principis fonamentals dels processos per tal com tradueix la idea intuïtiva que la matèria no es crea ni es destrueix, engegà, d’ençà de la seva formalització científica a finals del segle xviii pel químic francès Antoine L. Lavoisier, el desenvolupament de la química moderna.
Si hom té una reacció química representada per la següent equació, on {\displaystyle A} i {\displaystyle B} són els reactius (les substàncies de partida, les que reaccionen), {\displaystyle C} i {\displaystyle D} els productes (les substàncies que s'obtenen) i {\displaystyle a,b,c} i {\displaystyle d}, els seus respectius coeficients estequiomètrics:
{\displaystyle aA+bB\longrightarrow cC+dD}
es compleix que la massa dels reactius {\displaystyle m_{A}+m_{B}} és igual a la massa dels productes {\displaystyle m_{C}+m_{D}}:
{\displaystyle m_{A}+m_{B}=m_{C}+m_{D}}En general, per a qualsevulla reacció química:
{\displaystyle \sum _{i}m_{i}(reactius)=\sum _{i}m_{i}(productes)}

## Consideracions filosòfiques

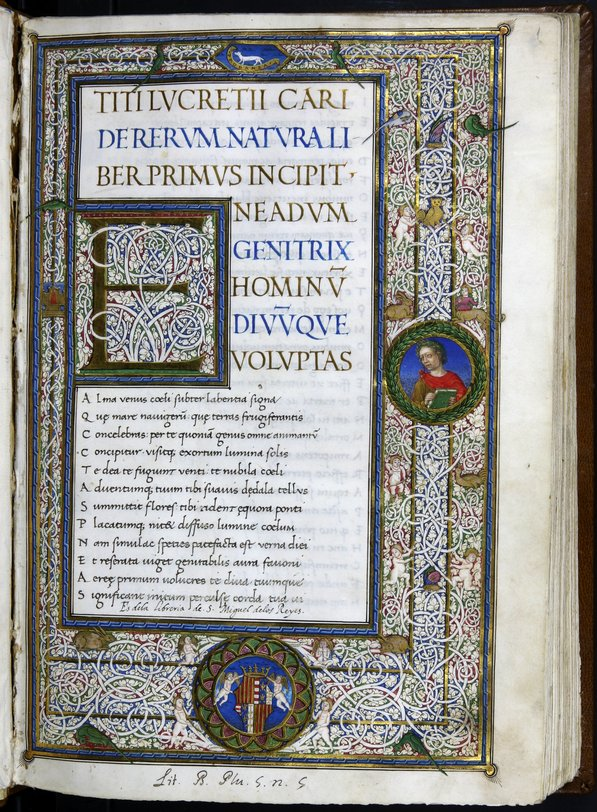
Portada d'una còpia de De Rerum Natura.

### Filòsofs naturals
La indestructibilitat de la matèria era assumida pels filòsofs naturals des de l'antiguitat, sense que consti que fos qüestionada en cap moment per cap filòsof. Hom en pot trobar referències d'Anaxàgores (500 aC-428 aC), de Lucreci exposant el pensament de Leucip i Demòcrit, o de Plató:

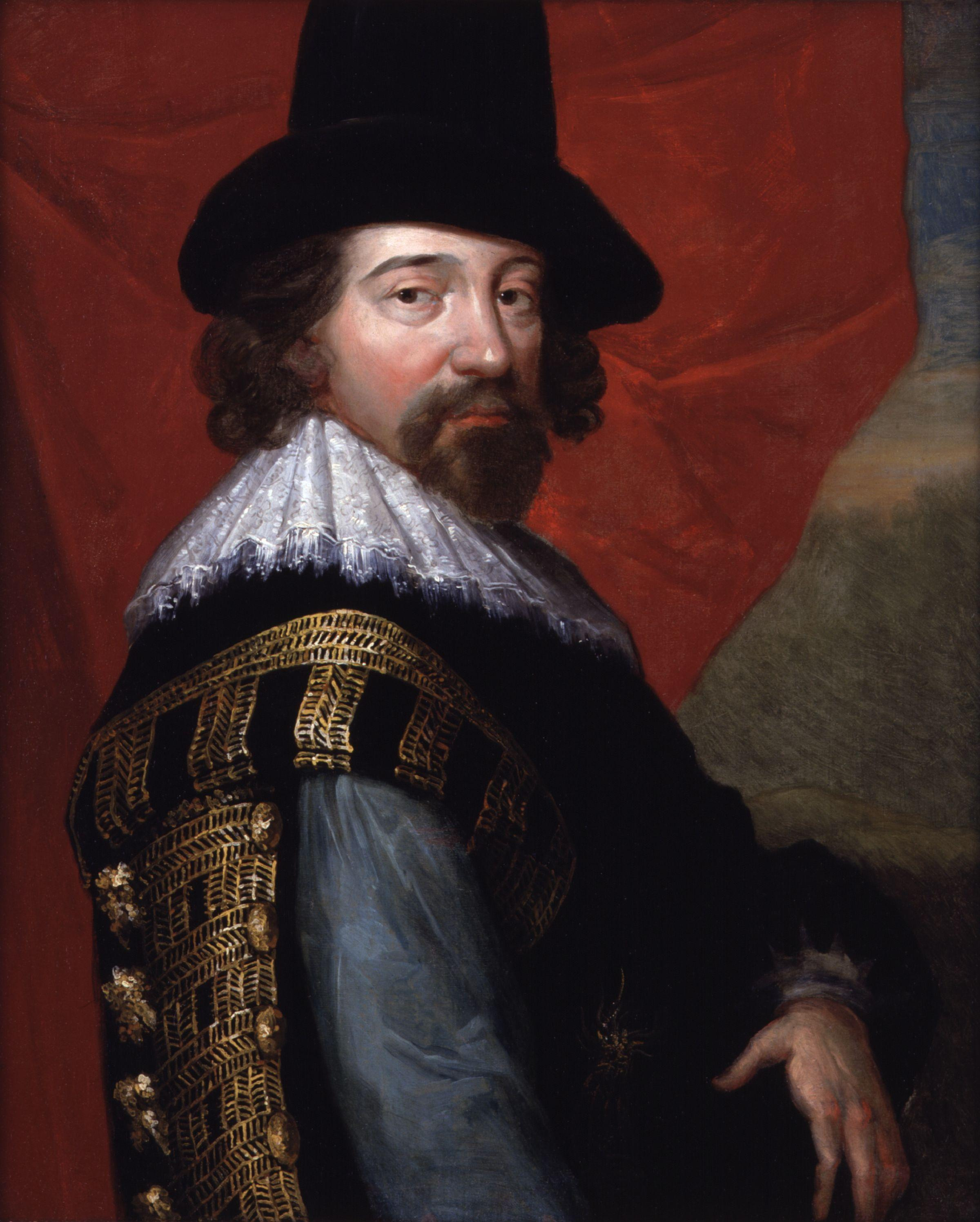
Francis Bacon.

| «                         | Res apareix o desapareix, però les coses existents es combinen, després es tornen a separar. | » |
| — Anaxàgores de Clazomene |                                                                                              |   |

| «                          | La llei de la natura, el primer principi de la qual començarem exposant així: res no s’obté mai del no-res. Si les coses nasquessin del no-res, qualsevol cosa podria néixer de qualsevol altra… ni tan sols caldria temps perquè les coses creixessin. | » |
| — Lucreci, De Rerum Natura | |   |

| «              | Res no en sortia ni hi entrava per enlloc, perquè no hi havia res més. Ja que, per disseny, fou creat per proveir-se del seu propi sosteniment a través del seu propi consum. | » |
| — Plató, Timeu | |   |

### Empiristes
Segles després també els filòsofs empiristes, com l'anglès Francis Bacon (1561-1626) o el francès Pierre Gassendi (1592-1655),  afirmaven que la massa no canvia en les transformacions de la matèria:
| «                            | No hi ha res més cert en la natura que la parella de proposicions, de què res es produeix de res i que res es transforma en res, perquè la quantitat absoluta o la suma total de matèria resta sense canvi, sense increment o disminució. | » |
| — Roger Bacon, Novum Organum | |   |

El 1678 l’abat francès Edme Mariotte (1620-1684) al seu Assaig de lògica digué:
| « | És una màxima o regla natural que la naturalesa no fa res a partir de res i que la matèria no es perd. | » |

## Contribucions científiques

### Jean Rey
El 1630 Jean Rey (1583-1645), metge francès de Le Bugue, a la comarca de Périgord (Aquitània), escriví un assaig sobre la causa per la qual quan el plom i l'estany es calcinen augmenten de massa. Segons Rey, i en contra de l'opinió dels científics d'aquell moment, l'increment de massa era degut al fet que, tant el plom com l'estany, es combinen amb l'aire. En aquest assaig emprà el principi de conservació de la massa i l'enuncia així:
| « | El pes està estretament unit a la primera matèria dels elements que, passant-se’l els uns als altres, retenen sempre el mateix pes. | » |

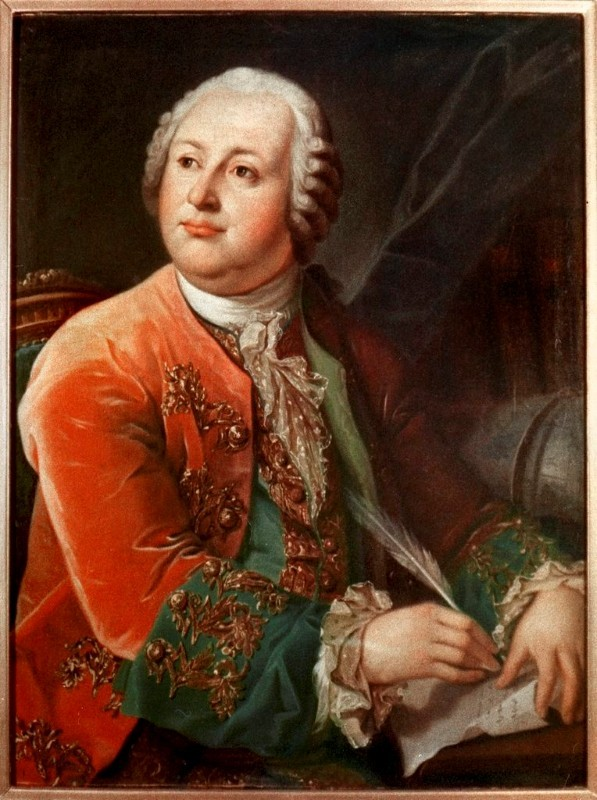
Mikhaïl Lomonóssov.

### Mikhaïl Lomonóssov
A Rússia el químic Mikhaïl Lomonóssov (1711-1765) exposà la llei articulada inicialment en una carta a Leonhard Euler de 5 de juliol de 1748 i la comunicà en una dissertació el 1760 a l'Acadèmia Imperial de Ciències i Arts que duia per títol Reflexió sobre la solidesa i fluïdesa dels cossos. Lomonóssov podria haver demostrat experimentalment el 1756 la llei de conservació de la matèria posant plaques de plom en un recipient segellat sense accés a l'aire i demostrant que no canvien el seu pes després de l'escalfament. Formulà el principi de la conservació de la massa amb les següents paraules a la carta a Euler:
| « | ...Però tots els canvis que es produeixen a la natura ocorren de tal manera que, si a alguna cosa se li afegeix res, es pren d’una altra. Així, tanta matèria com s’afegeix a un cos, tanta se’n treu d’un altre; tantes hores com dedico al son, tantes les resto de la vigília, etc. Com que aquesta és una llei universal de la natura, també s’aplica a les lleis del moviment. Un cos que, per impuls [per una empenta, P.P.], excita un altre cos al moviment, perd tant del seu moviment com el que comunica a l’altre que ha posat en moviment. | » |

### Antoine Laurent Lavoisier

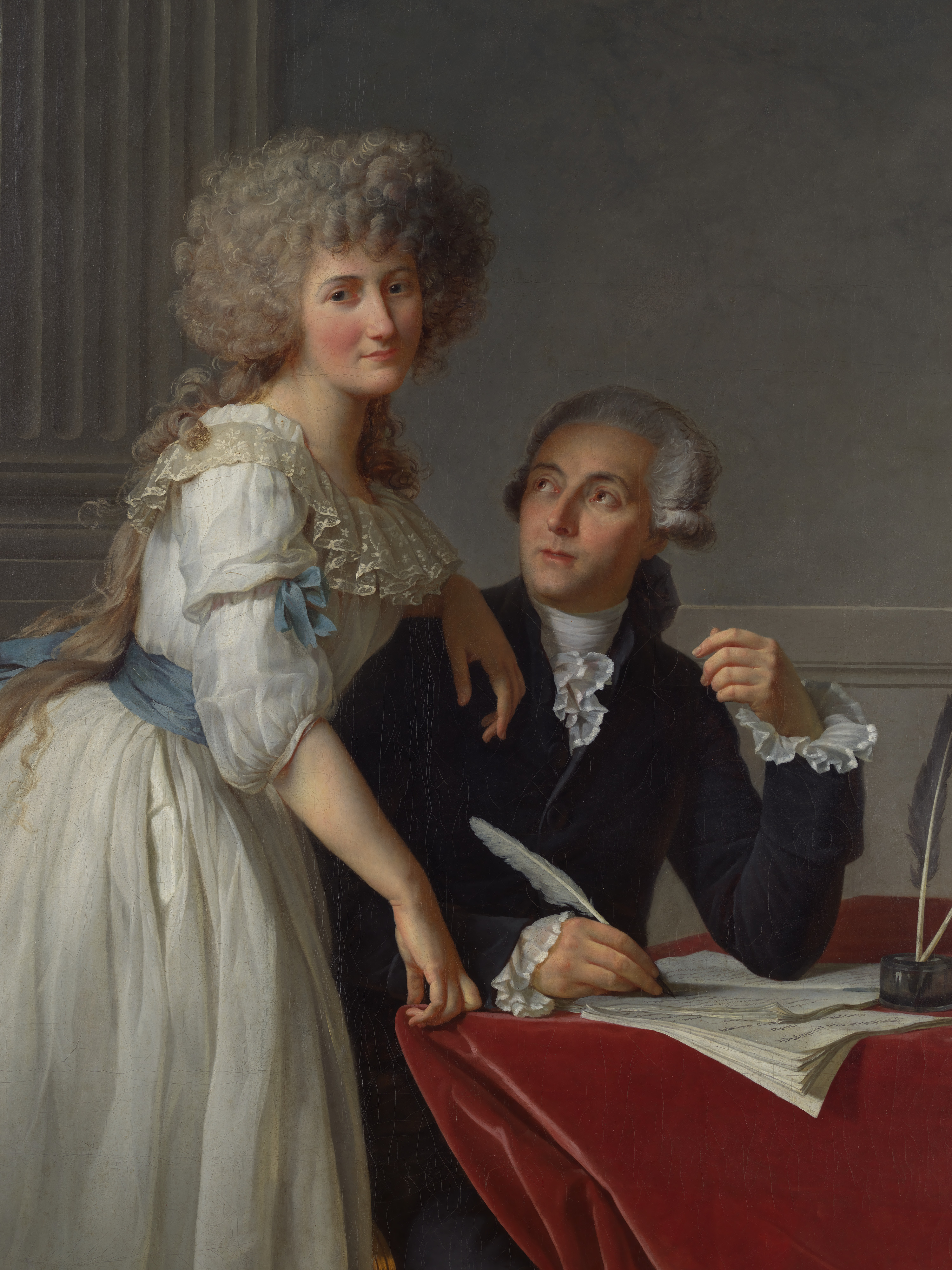
Antoine Laurent Lavoisier i la seva dona Marie Anne Pierrette Paulze (1758–1836).

La llei de conservació de la massa fou divulgada pel químic francès Antoine L. Lavoisier (1743–1794), que és considerat el pare de la química moderna per les seves contribucions en aquest camp. Una de les més importants fou la introducció de la balança de precisió dins del laboratori, iniciant la gravimetria.
Lavoisier coneixia el treball de Jean Rey i el cita. Tanmateix, no hi ha proves directes que Lavoisier llegís cap dels tractats de Lomonóssov, tot i que els estudiosos russos estan convençuts que, com que Lavoisier havia llegit un article d’un altre membre de l’Acadèmia Imperial de Ciències i Arts, també devia haver llegit els quatre articles de Lomonóssov continguts en el mateix volum dels Nous Comentaris de l’Acadèmia de Ciències de Sant Petersburg.
Lavoisier havia emprat aquesta llei en totes les seves experiències gravimètriques durant molts anys sense preocupar-se d'explicitar-la ni de dur a terme cap experiment per comprovar-la. Per exemple, l'any 1782 en la memòria Consideracions generals sobre la dissolució del metalls pels àcids emprà la llei de conservació de la massa:
| «                                                                                              | ...si després mostro que allò que manca a l’àcid es troba en excés en el metall; que aquest augmenta de pes en una quantitat igual a la que perd l’àcid nitrós, quedarà demostrat que el metall es calcina a costa de l’àcid. .... Aquestes experiències constitueixen una demostració completa de la descomposició de l’àcid nitrós en les dissolucions metàl·liques, ja que s'hi pot observar què perd l’àcid, què guanya el metall i com el principi es transfereix d’un a l’altre. | » |
| — A.L. Lavoisier, Considérations générales sur la dissolution des métaux dans les acides, 1782 | |   |

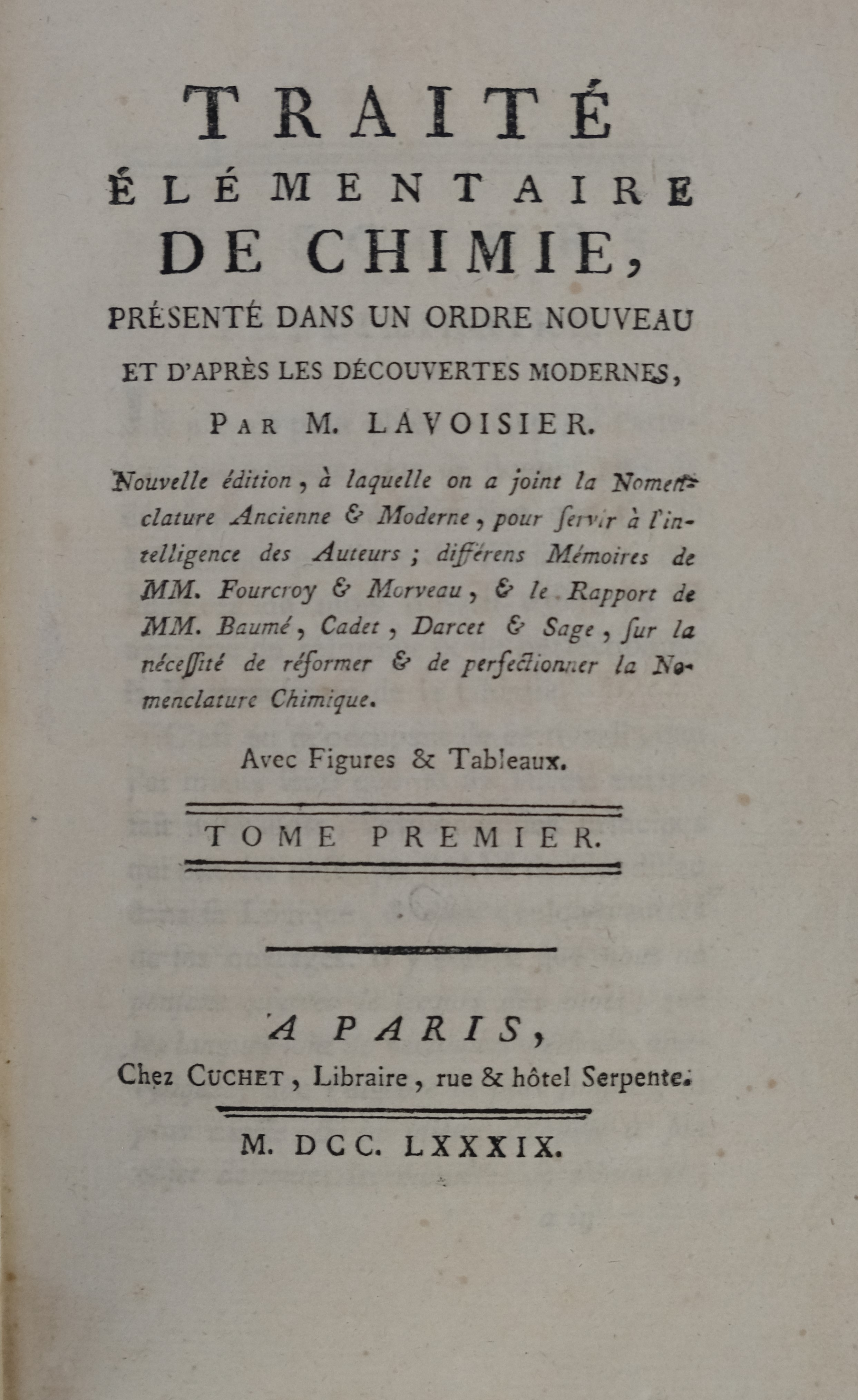
Portada del Traité Élémentaire de Chimie.

És en el seu Tractat elemental de química del 1789 Lavoisier explicità el principi que havia estat fent servir des de feia temps. Aquesta obra és un llibre de text adreçat als estudiants de química i tengué una àmplia difusió a França amb diverses edicions durant el segle xviii. També arribà a la resta de països europeus, a Mèxic i als Estats Units i es traduí al castellà, anglès, alemany, etc. En total foren 23 edicions publicades a set països en els setanta anys que seguiren al de la primera edició. La llei de conservació de la massa no és enunciada fins al capítol XIII titulat Fermentació del vi, i de manera poc destacada. Lavoisier l'enuncia sense donar-li cap nom d'aquesta manera:
| « | ...car res no es crea, ni en les operacions de l'art, ni en les de la natura, i hom pot establir com a principi que, en tota operació, hi ha una quantitat igual de matèria abans i després de l'operació; que la qualitat i la quantitat dels principis és la mateixa, i que només hi ha canvis, modificacions. | » |

I a més, tot seguit, introdueix les equacions químiques per formular-ho algebraicament:
| « | És sobre aquest principi que es fonamenta tot l'art de fer experiments en química: en què és obligat suposar-ne en totes una vertadera igualtat o equació entre els principis del cos que hom examina, i els que hom obté mitjançant l'anàlisi. Així, donat que el most del raïm dona el gas de l'àcid carbònic i alcohol, jo puc dir que: most del raïm = àcid carbònic + alcohol. | » |

### Experiment de Landolt

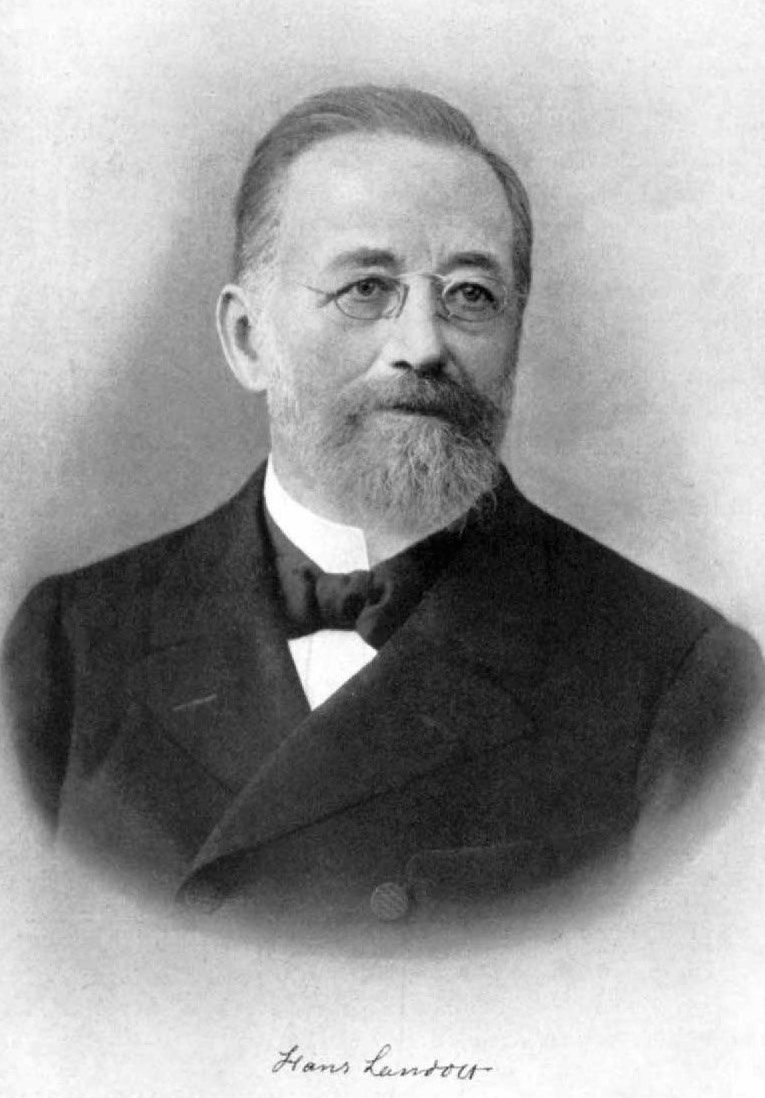
Hans Heinrich Landolt.

El 1893 el químic suís Hans Heinrich Landolt (1831-1910) dugué a terme una sèrie d'experiments per comprovar amb precisió la llei de conservació de la massa en diferents reaccions químiques. Emprà dos recipients de vidre connectats per un tub de vidre a la seva part superior. En els recipients podia posar per separat dues dissolucions amb els reactius i després tancava els recipients i el pesava. A continuació mesclava ambdues dissolucions capgirant els recipients produint-se la reacció dins dels recipients tancats evitant la sortida de substàncies o la seva entrada. Una vegada completada la reacció tornava a pesar els recipients. La massa total de les dissolucions era del voltant de 300 g i determinà una diferència de 0,000 03 g, un 10–5 %. Arribà a la conclusió que la llei es complia dins de la precisió que empren habitualment els químics. L'hongarès Loránd Eötvös (1848-1919) repetí els experiments de Landolt i aconseguí una precisió deu vegades superior.
Les reaccions que emprà foren:
- La reacció redox de reducció del catió argent(1+) a argent metàl·lic pel ferro(2+):

{\displaystyle {\ce {Ag2SO4 + 2FeSO4 -> 2Ag + Fe2(SO4)3}}}
- La reacció d'oxidació del iodur a iode pel iodat de potassi (reacció de Landolt):

{\displaystyle {\ce {5HI + HIO3 -> 3H2O + 3I2}}}
- La reacció de reducció del iode a iodur pel sulfit de sodi:

{\displaystyle {\ce {I2 + 2Na2SO3 -> 2NaI + Na2S2O6}}}{\displaystyle {\ce {I2 + Na2SO3 + H2O -> 2HI + Na2SO4}}}
- La reacció del tricloroetanal amb hidròxid de potassi:

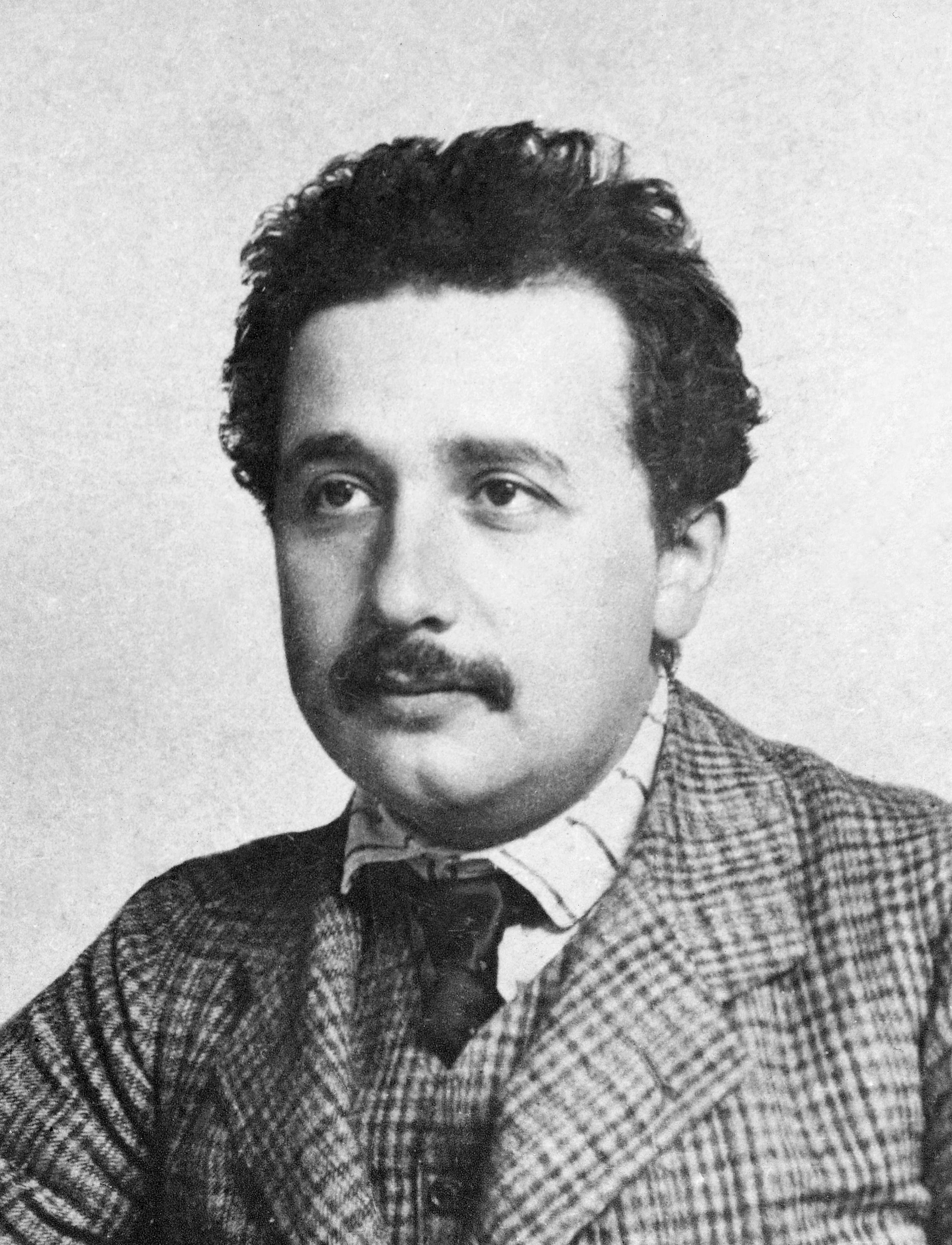
Albert Einstein.

{\displaystyle {\ce {CCl3COH.H2O + KOH -> CCl3H + HCOOK + H2O}}}

### Equivalència entre massa i energia
El sorgiment de la relativitat especial representà una modificació dels principis de conservació de l’energia i de la massa. Albert Einstein (1879-1955) ho presentà al seu article «Depèn la inèrcia d'un cos del seu contingut d'energia?», un dels quatre famosos articles d'Einstein publicats a la revista científica Annalen der Physik el 1905. A partir d'aquest moment la massa fou considerada una forma d’energia, i proposà com a llei més adient la conservació de la massa-energia o conservació de l’energia relativista. L'equivalència entre massa {\displaystyle m} i energia {\displaystyle E} ve donada per la següent fórmula, on {\displaystyle c} és la velocitat de la llum al buit:
{\displaystyle E=mc^{2}}
Les transformacions químiques, nuclears i d'una altra energia poden fer que un sistema perdi part del contingut energètic (i per tant una massa corresponent) alliberant-lo per exemple com a llum (radiant) o energia tèrmica; de fet, gràcies a l'equivalència massa-energia ocorren fenòmens com la fissió nuclear o la fusió nuclear (que és responsable de la brillantor del Sol). Tanmateix, en les reaccions químiques, les quantitats d'energia són molt petites comparades amb les masses que hi intervenen, per la qual cosa aquest efecte és totalment negligible.